# Budapest a művészetekben
Ez a szócikk a Budapesthez kapcsolódó műveket sorolja fel.

## Irodalmi művek

### Versek
- Petőfi Sándor: Pest
- Arany János: Hídavatás
- Kosztolányi Dezső: Üllői úti fák
- József Attila: A Dunánál

### Regények
- Gergely Márta: Szöszi
- Karinthy Ferenc: Budapesti tavasz
- Kóbor Tamás: Budapest I-II.
- Krúdy Gyula: A vörös postakocsi
- Márai Sándor: Egy budai polgár vallomásai
- Molnár Ferenc: A Pál utcai fiúk
- Ottlik Géza: Buda

## Képzőművészeti alkotások

### Festészet
- Csontváry Kosztka Tivadar: A Keleti pályaudvar éjjel (1902)

### Szobrászat
Budapesten sokféle stílusú és sokféle technikával készített szobor és emlékmű található. A város különlegessége a leszerelt és eltávolított szobrokból kialakított Mementó park

### Fényképezés
- Klösz György Fotó kalendárium, történelem Klösz Györgyről

## Zeneművek, dalok
- Budapest, Budapest, te csodás (1925, Fényes Szabolcs, kuplé a Rigó Jancsi című operettből, szövegíró: Szécsén Mihály, Pártos Jenő; előadók: Rátonyi–Petress–Kórondy) [ halott link]] (Putnoki Gábor)
- A budapesti telefon Zerkovitz Béla (Újváry Károly)[1]
- Budapesti melódia (énekes: Kabos László)
- Aki nem jár Pesten kávéházba (előadó: Sándor Anna) Damit Endre–Szécsén Mihály
- A pesti éjszakák Vértes Henrik–Ilniczki László (Putnoki Gábor)
- A vén budai hársfák (énekes: Ajtay Andor)
- A régi mániám […végighajtani a Stefánián] (Lajtai Lajos, Békeffi István, Szenes Iván, énekes: Csákányi László, ill. Paudits Béla)
- Budán este tíz óra után Szántó Mihály–Erdélyi Mihály (előadó: Weigand Tibor)
- Budán, kinn, van egy kis Heuriger (előadó: Vajda Károly) Gyöngy Pál–Békeffi István az Őméltósága soffőrje című filmből
- Látta-e már Budapestet éjjel? Zerkovitz Béla (előadó: Gyárfás Dezső)
- Egy boldog nyár Budapesten (előadó: Petress Zsuzsa) Kerekes János–Szenes Iván az Állami Áruház című filmből
- Egy égi nótát hoz Budáról a szél Kóla József–Szécsén Mihály (előadó: Fekete Pál, Kapitány Anni)
- Éjjel az omnibusz tetején (1926, Zerkovitz–Szilágyi: Csókos asszony, operett)
- Én mindig Pestről álmodom Vécsey Jenő–Jaminszky László (Zsolnai Hédi)
- Hétre ma várom a Nemzetinél (1928, Lajtai–Békeffi: A régi nyár, operett) előadó: Sebő Miklós
- Hiába van palotád Budán Seress Rezső (Sebő Miklós)
- Holdas éj a Dunán Eisemann Mihály–Szilágyi László (Solthy György) az Ezüstmenyasszony című operettből
- Jó éjt Budapest Bródy Tamás–G. Dénes György (Karády Katalin)
- Legyen a Horváth-kertben, Budán (Lajtai Lajos–Békeffi István: A régi nyár) Weigand Tibor[2]
- Jöjjön ki Óbudára (énekes: Bilicsi Tivadar)
- A Duna-parton este zene szól Erdélyi Mihály (énekes: Fekete Pál) Erdélyi Mihály: A Zimberi-zombori szépasszony című operettből
- János, legyen fenn a János-hegyen (1932, Eisemann–Szilágyi László) előadó: Fekete Pál a Zsákbamacska című operettből[3]
- Pest felé szökik a nyár (Zsoldos László–Szenes Iván, énekes: Vadas Zsuzsa,  Ákos Stefi)[4]
- Jó éjt, Budapest (Bródy Tamás–G. Dénes György)
- Pest megér egy estet (1960, Hajdu Júlia–Brand István)
- Járom az utam a macskaköves úton (1961, Horváth Jenő–G. Dénes Gy., énekes: Németh Lehel)
- Látod, ez Budapest (Heller Tamás–Sas József)
- Este fess a pesti nő (Horváth Jenő–Halász Rudolf, énekes: Kazal László)
- Ott maradt Budán a szívem Eisemann Mihály–Szilágyi László (Sebő Miklós) az Alvinci huszárok című filmből
- Szervusz, Budapest (Bágya András–Szenes Iván)
- Budapest (1977, Cseh Tamás–Bereményi Géza)
- Lövölde tér (1985, Másik János–Kern András)
- Ujjé, a Ligetben nagyszerű (John H. Flynn–Zerkovitz, énekes: Bilicsi Tivadar)
- Van Budán egy kiskocsma Fényes Szabolcs–Szilágyi László (Weigand Tibor)
- Voltál-e boldog már Pesten? Hajdu Imre–Szilágyi László (énekes: Kalmár Pál, Paudits Béla) a Tokaji rapszódia című filmből
- Van a Bajza utca sarkán… (Zerkovitz–Szilágyi: Csókos asszony, énekes: Hegedüs Gyula)
- Budapescht[5] (előadó: Karsten Troyke)
- Szeretem Pestet (Pajor Tamás, 2014)

## A filmművészetben
- Vasúti szerencsétlenség Budapesten (1902)[6]
- Göre Gábor bíró úr kalandozásai Budapesten[7]
- Kertész Mihály: Liliom (1919) befejeztlen maradt; Csortos Gyula, Somogyi Nusi[8]
- Budapesti hangos filmkabaré (1931) Honthy Hannával[9]
- A Pál utcai fiúk 1917[10] 1925,[11] 1929[12] 1934,[13] 1935,[14] 1969,[15] 2003,[16] 2005[17]
- Rowland V. Lee: Budapesti állatkert (1933) kalandfilm[18]
- Székely István, Bolváry Géza: Skandal in Budapest (1933) vígjáték; Gaál Franciska, Szőke Szakáll és Huszár Pufi[19]
- James A. FitzPatrick: Beautiful Budapest (1938) színes film! [20]
- Giorgio Ansoldi, Gabriele Varriale: Idillo a Budapest (1941)[21]
- Hamza Dezső Ákos: Ez történt Budapesten (1944) Muráti Lilivel[22]
- Máriássy Félix: Budapest tavasz[23]
- Jancsó Miklós: Nekem lámpást adott kezembe az Úr, Pesten (1999)[24]
- Szabó István:
  - Tűzoltó utca 25. (1973)
  - Budapesti mesék (1976)
- Gaál Béla
  - Budai cukrászda (1935)[25]
  - Pesti mese (1937)[26]
- Török Ferenc: Moszkva tér (film) (2001)
- Szalkay Sándor: Kojak Budapesten[27]
- Szomjas György
  - A Nap utcai fiúk
- Antal Nimród: Kontroll (film) (2003)
- Nekem Budapest[28]